# Джерманьяно
Джерманьяно (італ. Germagnano, п'єм. Germagnan) — муніципалітет в Італії, у регіоні П'ємонт,  метрополійне місто Турин.
Джерманьяно розташоване на відстані близько 560 км на північний захід від Рима, 29 км на північний захід від Турина.
Населення — 1193 особи (2014).
Щорічний фестиваль відбувається 7 вересня. Покровитель — San Grato Vescovo.

## Демографія
Населення за роками:

Станом на 1 січня 2023 року в муніципалітеті офіційно проживали 122 іноземці з 23 країн, серед них 44 громадяни країн Євросоюзу.

## Сусідні муніципалітети
- Кафассе
- Ф'яно
- Ланцо-Торинезе
- Пессінетто
- Травес
- Валло-Торинезе
- Віу